# Lambdina athasaria
Lambdina athasaria är en fjärilsart som beskrevs av Walker 1860. Lambdina athasaria ingår i släktet Lambdina och familjen mätare. Inga underarter finns listade i Catalogue of Life.

## Bildgalleri

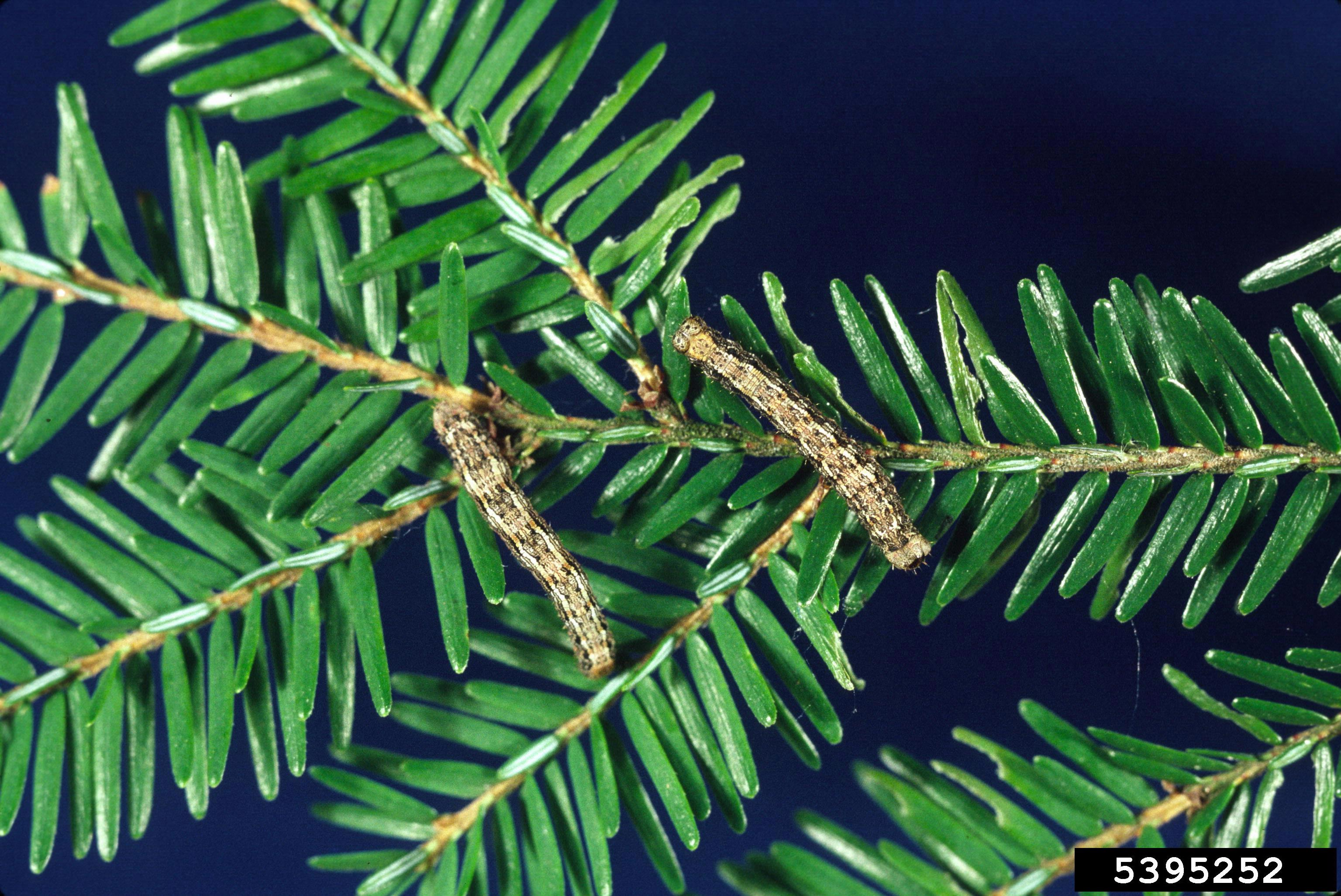